# Antonio Guariento
Antonio Guariento (Este, 4 novembre 1896 – 29 marzo 1975) è stato un politico italiano.

## Biografia
Eletto all'Assemblea Costituente nelle file della Democrazia Cristiana, venne confermato per le prime due legislature repubblicane (dal 1948 al 1958) e poi nella quarta (1963-1968). È stato anche sindaco della sua città natale.
Muore il 29 marzo 1975 all'età di 78 anni.